# Сюнькэ
Сюнькэ́ (кит. упр. 逊克, пиньинь Xùnkè) — уезд городского округа Хэйхэ провинции Хэйлунцзян (КНР).

## История
В 1929 году здесь были образованы уезды Цикэ (奇克县), названный так по горе Цикэ, и Уюнь (乌云县), названный по реке Уюньхэ. В 1932 году был образован ещё один уезд — Сюньхэ (逊河县), названный по реке Сюньбела.
В 1932 году в Маньчжурии японцами было создано марионеточное государство Маньчжоу-го. В декабре 1934 года в Маньчжоу-го было произведено изменение административно-территориального деления, и эти уезды попали в состав новой провинции Хэйхэ. 1 июля 1943 года уезды Сюньхэ и Цикэ были объединены в уезд Сюнькэ, чьё название получилось из первого иероглифа первого уезда и второго иероглифа второго.
По окончании Второй мировой войны правительство Китайской республики осуществило административно-территориальный передел Северо-Востока; уезд Уюнь и воссозданные уезды Сюньхэ и Цикэ вошли в состав провинции Хэйлунцзян. После образования КНР уезды Сюньхэ, Цикэ и Уюнь были объединены в уезд Сюнькэ. В 1965 году основная часть бывшего уезда Уюнь была передана в состав уезда Цзяинь.
В 1983 году был образован городской округ Хэйхэ, и уезд Сюнькэ вошёл в его состав.

## Административное деление
Уезд Сюнькэ делится на 1 уличный комитет (в городе Сюнькэ), 1 посёлок, 5 волостей и 2 национальные волости.
| № | Название  | Название (кит.) | Статус          | Население чел. (2010) | На карте                         |
| - | --------- | --------------- | --------------- | --------------------- | -------------------------------- |
| 1 | Цикэ      | 奇克街道办事处  | уличный комитет | 27888                 | 49°34′36″ с. ш. 128°28′20″ в. д. |
| 2 | Сюньхэ    | 逊河镇          | поселок         | 9162                  | 49°21′42″ с. ш. 128°04′01″ в. д. |
| 3 | Ганьчацзы | 干岔子乡        | волость         | 9127                  | 49°29′21″ с. ш. 128°15′34″ в. д. |
| 4 | Чэлу      | 车陆乡          | волость         | 7434                  | 49°27′50″ с. ш. 128°46′30″ в. д. |
| 5 | Суншугоу  | 松树沟乡        | волость         | 5978                  | 49°21′24″ с. ш. 128°37′15″ в. д. |
| 6 | Баошань   | 宝山乡          | волость         | 4024                  | 49°05′44″ с. ш. 128°55′08″ в. д. |
| 7 | Кэлинь    | 克林乡          | волость         | 3552                  | 48°43′29″ с. ш. 128°55′48″ в. д. |
| 8 | Синъэ     | 新鄂乡          | нац.волость     | 2099                  | 49°09′32″ с. ш. 127°58′21″ в. д. |
| 9 | Синьсин   | 新兴乡          | нац.волость     | 1405                  | 49°21′17″ с. ш. 129°00′01″ в. д. |

## Соседние административные единицы
На севере уезд Сюнькэ граничит с Российской Федерацией, с остальных сторон — со следующими административными единицами КНР:
- уезд Суньу — на северо-западе
- городской уезд Удаляньчи — на западе
- городской уезд Бэйань — на юго-западе
- городской округ Суйхуа — на юге
- городской округ Ичунь — на востоке